# Wladimir Mitrofanowitsch Orlow
Wladimir Mitrofanowitsch Orlow (russisch Владимир Митрофанович Орлов; * 3. Julijul. / 15. Juli 1895greg. in Cherson; † 28. Juli 1938) war ein sowjetischer Militär, Oberkommandierender der sowjetischen Seekriegsflotte (1931–1937) sowie stellvertretender Volkskommissar für Verteidigung der UdSSR. Er hatte zuletzt den Dienstgrad eines Flaggmanns 1. Ranges inne, der einem Vizeadmiral in anderen Flotten entsprach.

## Leben
Orlow, Sohn eines Gymnasialdirektors, begann nach Abschluss der Oberschule ein Studium der Rechtswissenschaft an der Universität Sankt Petersburg, das er nicht abschließen konnte. 1916 wurde er zu Gardemarinlehrgängen eingezogen, 1917 an eine Mitschmanschule abkommandiert und nach deren Abschluss in der Baltischen Flotte als Wachoffizier und Artilleriekommandeur auf dem Geschützten Kreuzer Bogatyr eingesetzt. Neben der Tätigkeit im Schiffskomitee engagierte er sich als Leiter des Petrograder kommunistischen Studentenklubs. Gegen Ende des Ersten Weltkrieges nahm er im Februar 1918 an der Rettung der Baltischen Flotte vor den anrückenden deutschen Truppen von Reval nach Helsingfors teil. Nach der Landung der deutschen Ostsee-Division am 3. April bei Hangö beteiligte er sich am Eismarsch der Baltischen Flotte, durch den die Rückführung des gesamten Schiffsbestandes der Flotte nach Kronstadt ermöglicht wurde.
Im September 1918 wurde er Mitglied der KPR (B). Von Februar 1919 bis Februar 1920 war er Chef der Politabteilung der Baltischen Flotte und kurzzeitig Chefredakteur der Zeitung Rote Baltische Flotte. Am 1. September 1920 wurde Orlow als Politabteilungschef der See- und Flussstreitkräfte der Südwestfront, die später in der Schwarzmeerflotte sowie der Flotte des Asowschen Meeres aufging, eingesetzt. Zusammen mit N.F. Ismailow, dem Kommandeur dieser operativen Marineformation, führte er im Russischen Bürgerkrieg die Flottenkräfte gegen die Weiße Armee unter General Wrangel und unterstützte die Eroberung der Krim. Er kämpfte gegen die Truppen des Generals Judenitsch und nahm an der Niederschlagung des Aufstandes im Fort Krasnaja Gorka (russisch Красная Горка) teil. Von 1920 bis 1921 arbeitete er als stellvertretender Chef der Politischen Führung des Volkskommissariats für Seeverkehr der RSFSR.
Im Dezember 1921 kehrte Orlow auf Beschluss des Zentralkomitees der KPR (B) in die Flotte zurück und war als Gehilfe des Chefs für politische Führung der Roten Armee Bereich Marine tätig. Er verfasste Zeitungsartikel über die Rolle der Politorgane beim Aufbau der Seestreitkräfte, die Spezifika der Einführung der parteipolitischen Arbeit auf den Schiffen und in Teilen der Flotte sowie die Bedeutung der Kaderausbildung. Von März 1923 bis Herbst 1925 war er Chef und Kommissar der Marinelehreinrichtungen. 1926 absolvierte er Höhere akademische Lehrgänge an der Seekriegsakademie und wurde anschließend im Oktober des Jahres Kommandeur der Schwarzmeerflotte. Von Juni 1931 bis Juli 1937 war er Chef der sowjetischen Seekriegsflotte und ab Januar 1937 stellvertretender Volkskommissar für Verteidigung der UdSSR. Er war außerdem Mitglied des Revolutionären Militärrates der UdSSR und Mitglied des Obersten Sowjets beim Volkskommissariat für Verteidigung der UdSSR.
Orlow wurde Opfer der Großen Säuberung. Am 10. Juli 1937 wurde er verhaftet. Das Militärkollegium des Obersten Gerichts der UdSSR sprach ihn am 28. Juli 1938 schuldig, einer konterrevolutionären Organisation angehört zu haben. Es verurteilte ihn mit sofortiger Wirkung zum Tod durch Erschießen.
Am 23. Juni 1956 wurde Orlow vom Obersten Gericht der UdSSR posthum rehabilitiert.

## Auszeichnungen
- Rotbannerorden (23. Februar 1928)
- Orden des Roten Sterns (1935)